# Black Canyon du Colorado
Pour les articles homonymes, voir Black Canyon.
Le Black Canyon du Colorado, en anglais Black Canyon of the Colorado, est une gorge des États-Unis située à cheval sur les États de l'Arizona et du Nevada, sur le cours du Colorado, en aval du Grand Canyon. Sa partie supérieure est noyée sous les eaux du lac Mead depuis la construction du barrage Hoover entre 1931 et 1936.

## Géographie
Le Black Canyon du Colorado est situé dans le Sud-Ouest des États-Unis, dans l'Ouest de l'Arizona et l'Est du Nevada. Administrativement, il fait partie des comtés de Clark et de Mohave. Orientée nord-sud, la gorge est creusée par le Colorado entre les monts Eldorado à l'ouest et les Black Mountains à l'est.

## Histoire
Entre 1931 et 1936, le barrage Hoover est construit dans le Nord du Black Canyon du Colorado. Depuis, la partie supérieure des gorges est noyée sous les eaux du lac Mead, son lac de retenue.

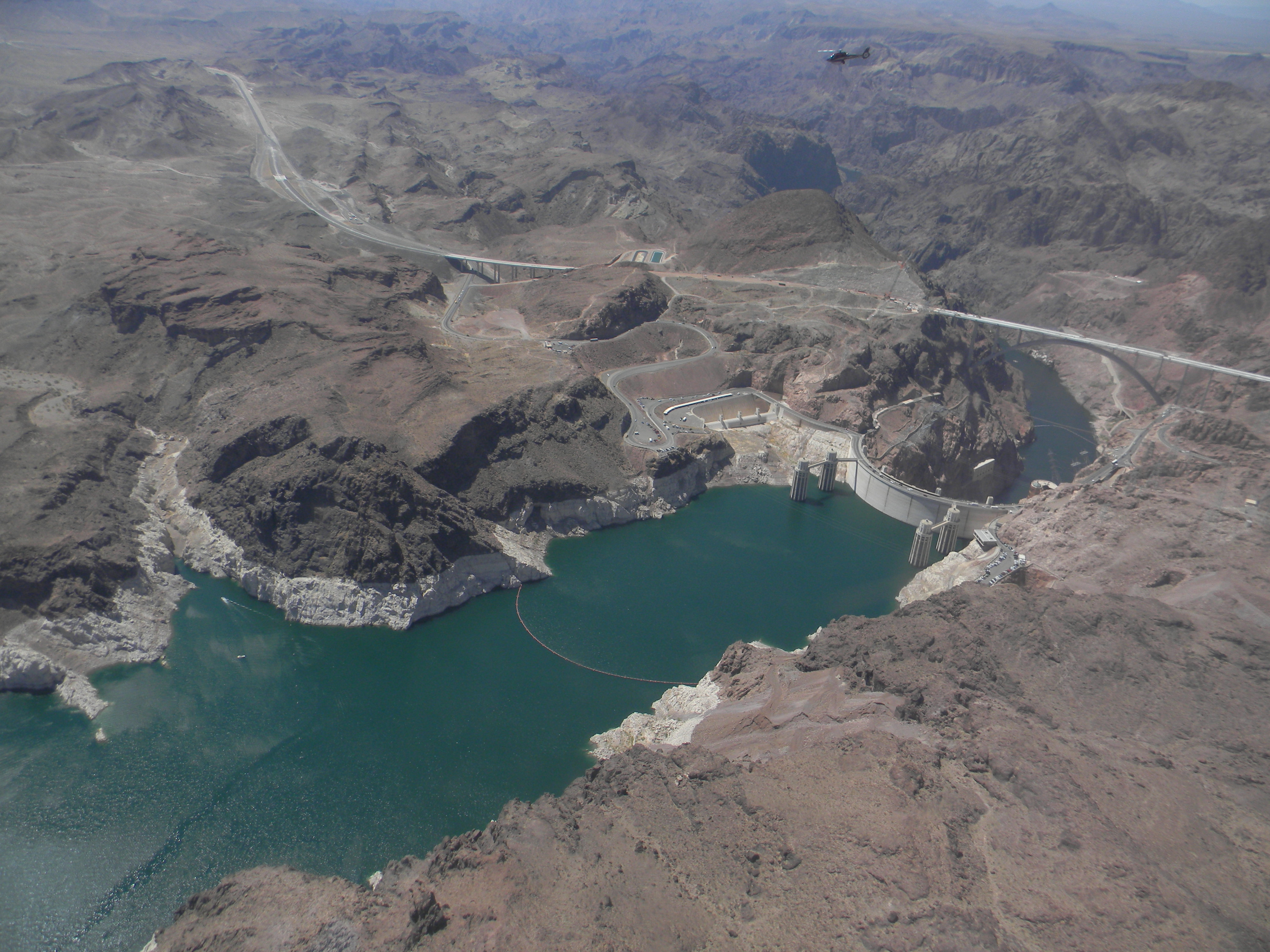
Vue aérienne du barrage Hoover avec le Black Canyon du Colorado en aval.

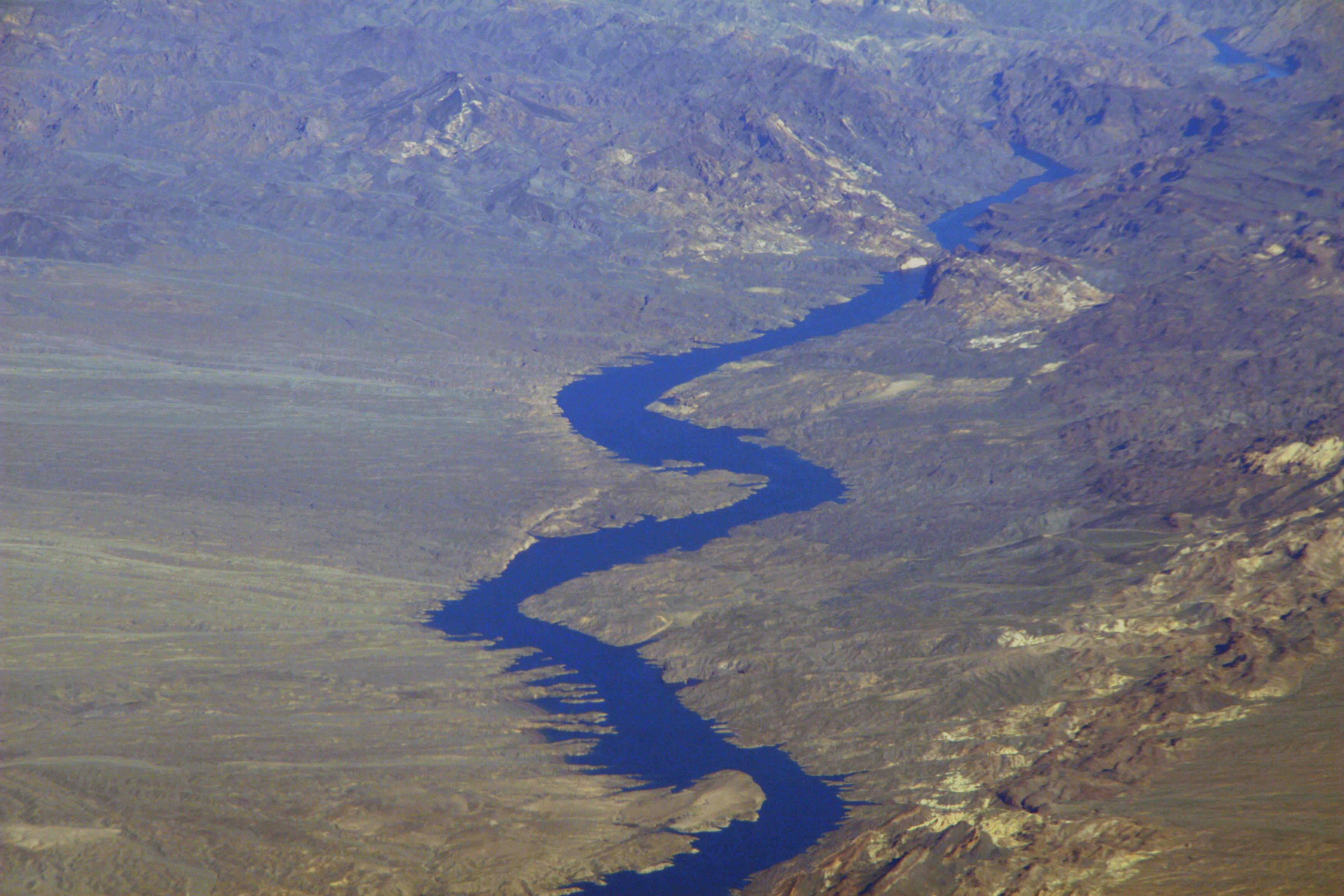
Vue aérienne de la sortie du Black Canyon du Colorado.